# Ловушка (рассказ)
«Ловушка» (англ. The Trap) — рассказ американского писателя Говарда Филлипса Лавкрафта, написанный в сотрудничестве с Генри Уайтхедом в конце 1931 года. Впервые опубликован в марте 1932 в журнале «Strange Tales of Mystery and Terror». Ученик находит в комнате наставника старинное зеркало, которое затягивает в Зазеркалье.

## Сюжет

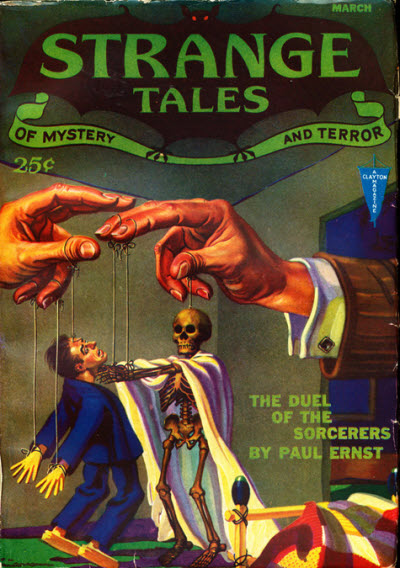
Обложка Strange Tales, март 1932 года

Мистер Кэневин — наставник в частной школе Брауна в штате Коннектикут. Кэнвин прибыл с Виргинских островов, где он изучал оккультные науки и сталкивался с необъяснимыми явлениями. Он владел старинным зеркалом из копенгагенского стекла, найденное им в заброшенном особняке на острове Санта-Kpyc. Однажды на Рождество в школе не работало отопление и Кэневин провел занятие у себя дома. Роберт Грандисон, ученик, сказал, что «увидел, как в зеркале движутся фигурки, а кто-то... или что-то... пыталось втянуть его за палец туда, внутрь». Учитель тщательно изучил зеркало: 
Нечто необыкновенное, буквально, «выпрыгнуло» на меня из зеркала в том месте, где брали свое начало отчетливо видные под определенным углом зрения многочисленные завитки старого стекла: криволинейные, радиально расходящиеся линии, берущие начало в одной точке, совсем как струны, растянутые в разные стороны и перехваченные в одном месте чьей-то рукой в пучок. Я уловил некоторое мельтешение; а добившись нужного угла зрения, «нечто» снова «прыгнуло» на меня. Вихревое движение напоминало миниатюрный, интенсивный круговорот, похожий, на водяную воронку или пылевой вихрь. Подобно перемещению Земли в пространстве, движение это было двойственным, будучи, с одной стороны, циркулирующим, а с другой направленным внутрь зазеркального пространства: нескончаемый поток, льющийся из некой точки по ту сторону стекла.  
На вечерней перекличке выяснилось, что Роберт исчез. Школу обыскали, его вещи были на месте, а вокруг здания на снегу не было ни следа. Директору школы оставалось только подтвердить факт исчезновения ученика. Школа быстро опустела. Кэневин владел телепатией и решил найти мальчика, погрузившись в сон, чтобы настроить ментальный контакт с миром «Извне». Во сне ему явился Роберт и рассказал, что зеркало было ловушкой или дверью к тайникам сознания. 
Роберт с трудом выговаривал обрывки фраз, звуки его речи были глухие и басовитые. Ему казалось чужим собственное тело, он с трудом двигал руками и ногами, хотя, мог парить, плавно поднимаясь вверх по невидимым ступенькам. Казалось, что его отделяла невидимая стена. Размеры тела Роберта изменялись в прямой, а не в обратной пропорции: чем дальше расстояние, тем крупнее становились размеры — что ставило законы перспективы с ног на голову. Такие иллюзии можно описать опираясь на Неевклидовую геометрию. Лицо и одежда Роберта окрасились в темно-сине-зеленые тона, потому что спектральная картина перевернулась вверх тормашками: синее в нем было желтым, зеленое красным, а все оттенки заменяли их цветовые антиподы. В проекциях виднелись разные участки мира: скопление не связанных друг с другом декораций, беспорядочно навалившихся одна на другую. Вид их напоминали нечеткие контуры, словно, от проекции настроенного волшебного фонаря. В зеркале видны «Иные миры» (гамма миров тоже была перевернутая): ярко-красная трава, желтое небо с плывущими по нему черно-серыми облаками, белые стволы деревьев, стены из зеленого кирпича... В этих местах зеркало побывало за 200 лет. Локации являются неискаженной квазиперманентной проекцией четвертого измерения. Узник зеркала мог бы оказаться в любом месте планеты, которое было когда-либо отражало зеркало. Это происходило с существами, запечатленными в памяти зеркала как иллюзорные образы.   
В заточении зеркала находились и другие люди: пожилой датчанин Аксель Хольм, скандинав Герр Тиль, девочка 10 лет, двое немых негров, трое молодых людей, молодая женщина, младенец. Хольм был искусным стеклодувом и колдуном, который ранее завладел волшебным стеклом, что позволяет войти в другие измерения. Хольм хотел вечно жить тут, а чтобы скрасить свое существование, он, при помощи телепатии, заманил в Зазеркалье других людей, и сам вошел сюда в 1687 году.
Кэневин разбил зеркало, появился едкий смрад, все вокруг стало серым и он потерял сознание. Придя в себя, он увидел Роберта, а другие пленники обратились в ничто. Кэневин придумал легенду о исчезновении мальчика, чтобы скрыть истину от его близких. Мальчика якобы похитили двое мужчин на автомобиле, но ему удалось бежать через 10 дней.
В библиотеке нашлись сведения про Акселя Хольма, сектанта и колдуна, посещавшего шабаш. Хольм увлекался старинной скандинавской легендой о Хитром Локи и Волке Фенрире. Хольм раздобыл у одного колдуна «Зеркало Локи», что обладало такой же силой, как «Щит Минервы» или «Молот Тора». Хольма посчитали пропавшем без вести. Выяснилось, что необъяснимым образом Роберт стал левшой, его карманы и пуговицы отразились слева на право, а его сердце колотилось справа.

## Вдохновение
Лавкрафт описывает спиритические сеансы, что были популярны в то время.
Лавкрафт упоминает скандинавские мифы о хитром Локи и волке Фенрире, а также волшебные предметы: «Зеркало Локи», «Щит Минервы», «Молот Тора».
В рассказе упоминается Алиса Льюиса Кэрролла.

## Персонажи
- Мистер Кэневин (англ. Mr. Canevin) — мистик, наставник частной школы Брауна. После нескольких лет жизни Виргинских островов перебрался в Соединенные Штаты. Кэневин много лет провел в Вест-Индии, где сталкивался с разного рода необъяснимыми явлениями. Изучал на труды Фрейда, Юнга и Адлера, овладел телепатией.
- Роберт Грандисон (англ. Robert Grandison) — ученик частной школы Брауна, родом из западной Пенсильвании. Выражался в манере, нехарактерной для пятнадцатилетнего мальчика.
- Аксель Хольм (англ. Axel Holm) — родился в 1612 году почтенными родителями и уже в молодости добился больших успехов в освоении ремесла стеклодува и формовщика. Учился он в Копенгагене, там же и остался работать. Получил глубокие познания в области магии, увлекся старинной скандинавской легендой о Хитром Локи и Волке Фенрире. Он стремился достичь бессмертия, для чего изобрел многомерную тюрьму в зеркале, основной для которого послужил неизвестный материал. Он навсегда перешел в Зазеркалье в 1687 году, где описан как пожилой датчанин, который носил короткие сатиновые штаны в обтяжку, широкополый сюртук и алонжевый парик.
- Герр Тиль (англ. Herr Thiele) — скандинав, пленник зеркала.

## Связь с другими произведениями
В рассказе «Зов Ктулху» описывается затонувший город Р'льех, построенный космическими существами, которому свойственна Неевклидовая геометрия.
В рассказе «За стеной сна» доктор при помощи аппарата устанавливает ментальную связь с пациентом во сне.
В рассказе «Зловещий священник» описано зеркало, через которое путешествуют служители культа, используя волшебный фонарь, который может высветить контуры и проекций иных миров.
В рассказе «Грёзы в ведьмовском доме» ведьма выкрала младенца путешествуя сквозь порталы, которым свойственна Неевклидовая геометрия.
В рассказе «Из глубин мироздания» ученый создал машину, которая открывает проход для нематериальных существ из параллельных миров.
В рассказе «Цвет из иных миров» описаны цвета из Иного мира.
В повести «За гранью времён» сознание ученого переместилось в тело инопланетянина и он заново учился им управлять.
В повести «Курган» жители Подземного мира искалечили пришедшего к ним человека и отразили его органы слева направо.